# Kākā de Chantam
O kākā de Chantam ou kākā da Ilha Chantam (Nestor chathamensis) é uma espécie extinta papagaio encontrada anteriormente nas Ilhas Chatham, Nova Zelândia. Os primeiros indivíduos foram confundidos com a espécie kākā da Nova Zelândia (Nestor meridionalis), mas um exame detalhado dos ossos subfósseis mostrou que eles na verdade pertenciam a uma espécie endêmica separada. A espécie foi extinta nos primeiros 150 anos após a chegada dos polinésios, por volta de 1500, muito antes de qualquer colonizador europeu.

## Distribuição e Habitat
Fósseis do kākā de Chatham foram encontrados principalmente nas Ilhas Chatham, Pitt e Mangere, então ele provavelmente estava presente em outras ilhas vegetadas, como as Ilhas Little Mangere e Rangatira também. Os locais onde seus ossos foram encontrados estão em locais espalhados, isso presume que essa espécie teria habitado principalmente florestas, que eram espalhadas nesse grupo de ilhas.

## Extinção
O kākā de Chantam foi extinto em tempos antigos então não há registros desses pássaros vivos. Alguns ossos foram encontrados em restos de comida humana, e a caça por comida é provavelmente a causa primária da extinção da espécie, embora a destruição do habitat e a predação por ratos do Pacífico possam ter contribuído.

## Comportamento
Os ossos da coxa relativamente grandes e a pélvis larga sugerem que o kākā de Chantam passava mais tempo andando no chão. No entanto, ele ainda era capaz de voar.
Provavelmente, como seu parente, o kākā da Nova Zelândia, o kaka da kākā de Chantam comia sementes, frutas, néctar e invertebrados. Análises de isótopos estáveis de ossos do kākā de Chantam indicam que os pássaros de Chatham eram principalmente herbívoros. 